# Apple Pay
Apple Pay — система мобильных платежей и электронный кошелёк от корпорации Apple. Была представлена 9 сентября 2014 года. 
С помощью программ Apple Pay пользователи iPhone (начиная с iPhone 6) и Apple Watch могут оплачивать покупки по технологии NFC («ближняя бесконтактная связь») в сочетании с программой Wallet. Для подтверждения платежа используется Touch ID или Face ID.
Также возможно использование системы для платежей в интернете.
Apple Pay совместим с существующими бесконтактными считывателями Visa payWave, MasterCard Contactless, American Express ExpressPay.
Доступна в США с 20 октября 2014 года. 
Поддержку системы заявили торговые точки нескольких сетей, например, Apple[что?], McDonald's, Wendy’s; а также сотни банков.

## Система
Apple Pay позволяет мобильным устройствам Apple производить платежи в магазинах и интернете. Она работает путём оцифровки существующих банковских карт пользователя (через приложение Wallet или фотографированием карты). Затем пользователь может выполнять платежи с этих карт, используя не магнитную полосу, а беспроводную связь с устройства Apple. 
Подтверждение платежа производится с помощью дактилоскопического датчика Touch ID или распознаванием лица Face ID на телефонах или двойным нажатием на часах, выбор карты для оплаты — в приложении Wallet. При использовании на телефонах серии iPhone X и более поздних — вместо Touch ID используется авторизация при помощи Face ID при выборе карты перед проведением платежа.
Бесконтактные платежи поддерживают: iPhone 6/6 Plus, 6s/6s Plus, SE (2016), 7/7 Plus, 8/8 Plus, X, XS/XS Max, XR, SE (2020), 11/Pro, 12/Pro, 13/Pro и Apple Watch.
В версии iOS 15.0.1, в моделях начиная с iPhone 8 и более новых телефонах, было увеличено количество сохраняемых карт в телефоне, можно сохранить и использовать до 16 банковских карт в приложении Wallet.
На телефонах, не оснащённых NFC, таких как iPhone 5, 5C, 5S Apple Pay может использоваться с помощью Apple Watch, хотя и без подтверждения сенсором Touch ID. Apple Watch отслеживает нахождение на руке пользователя и при их надевании требуется ввести PIN-код от Apple Pay.
Apple Pay не передаёт данные оригинальных банковских карт продавцу, вместо этого в транзакциях используется «динамический код безопасности». В случае утери аппарата платёжная система может быть отключена удалённо через программу Find My iPhone.
На момент запуска, в конце октября 2014 года ожидалась поддержка платёжной системы в 220 тысячах точек в США, в том числе магазинах Macy's, Bloomingdales, Walgreens и Duane Reade, Target и Whole Foods, кафе Subway и McDonald's, и других.
Apple берёт с банков комиссию за каждую покупку при помощи своего сервиса. В США комиссия составляет 0,15 % за каждую транзакцию. В России по дебетовым картам комиссия составляет 0,05 %, по кредитным — 0,12 %, кроме того, банк платит 45 рублей в год за каждую карту, подключённую к сервису. С пользователей комиссия не взимается.
Apple Pay Cash — сервис, который компания Apple запустила в бета-режиме в конце 2017 года. Предназначен для перевода денег через приложение посредством обмена сообщениями iMessage. Apple Pay Cash позволяет переводить средства напрямую между пользователями с iOS 11.2 beta 2. Также пользователи смогут отправлять запросы на перевод денег, средства поступят с карты, добавленной в Apple Pay пользователя.

## Доступность

Глобальная доступность Apple Pay
Доступно в 69 странах

Apple Pay доступна в 68 странах мира.
| Дата                 | Страна выпуска карты                                       |
| -------------------- | ---------------------------------------------------------- |
| 20 октября 2014 года | США                                                        |
| 14 июля 2015 года    | Великобритания                                             |
| 17 ноября 2015 года  | Канада                                                     |
| 19 ноября 2015 года  | Австралия                                                  |
| 18 февраля 2016 года | Китай                                                      |
| 19 апреля 2016 года  | Сингапур                                                   |
| 7 июля 2016 года     | Швейцария                                                  |
| 19 июля 2016 года    | Франция                                                    |
| 19 июля 2016 года    | Монако                                                     |
| 20 июля 2016 года    | Гонконг                                                    |
| 13 октября 2016 года | Новая Зеландия                                             |
| 25 октября 2016 года | Япония                                                     |
| 1 декабря 2016 года  | Испания                                                    |
| 7 марта 2017 года    | Ирландия                                                   |
| 7 марта 2017 года    | Гернси                                                     |
| 7 марта 2017 года    | Остров Мэн                                                 |
| 7 марта 2017 года    | Джерси                                                     |
| 29 марта 2017 года   | Тайвань                                                    |
| 17 мая 2017 года     | Италия                                                     |
| 17 мая 2017 года     | Сан-Марино                                                 |
| 17 мая 2017 года     | Ватикан                                                    |
| 24 октября 2017 года | Дания                                                      |
| 24 октября 2017 года | ОАЭ                                                        |
| 24 октября 2017 года | Финляндия                                                  |
| 24 октября 2017 года | Швеция                                                     |
| 4 апреля 2018 года   | Бразилия                                                   |
| 17 мая 2018 года     | Украина                                                    |
| 19 июня 2018 года    | Польша                                                     |
| 20 июня 2018 года    | Норвегия                                                   |
| 28 ноября 2018 года  | Казахстан                                                  |
| 28 ноября 2018 года  | Бельгия                                                    |
| 11 декабря 2018 года | Германия                                                   |
| 19 февраля 2019 года | Чехия                                                      |
| 19 февраля 2019 года | Саудовская Аравия                                          |
| 24 апреля 2019 года  | Австрия                                                    |
| 8 мая 2019 года      | Исландия                                                   |
| 21 мая 2019 года     | Венгрия                                                    |
| 21 мая 2019 года     | Люксембург                                                 |
| 11 июня 2019 года    | Нидерланды                                                 |
| 26 июня 2019 года    | Болгария                                                   |
| 26 июня 2019 года    | Греция                                                     |
| 26 июня 2019 года    | Кипр                                                       |
| 26 июня 2019 года    | Латвия                                                     |
| 26 июня 2019 года    | Литва                                                      |
| 26 июня 2019 года    | Лихтенштейн                                                |
| 26 июня 2019 года    | Мальта                                                     |
| 26 июня 2019 года    | Португалия                                                 |
| 26 июня 2019 года    | Румыния                                                    |
| 26 июня 2019 года    | Словакия                                                   |
| 26 июня 2019 года    | Словения                                                   |
| 26 июня 2019 года    | Хорватия                                                   |
| 26 июня 2019 года    | Эстония                                                    |
| 2 июля 2019 года     | Фарерские острова                                          |
| 6 августа 2019 года  | Макао                                                      |
| 3 сентября 2019 года | Грузия                                                     |
| 19 ноября 2019 года  | Беларусь                                                   |
| 28 января 2020 года  | Черногория                                                 |
| 30 июня 2020 года    | Сербия                                                     |
| 23 февраля 2021 года | Мексика                                                    |
| 30 марта 2021 года   | ЮАР                                                        |
| 5 мая 2021 года      | Израиль                                                    |
| 17 августа 2021 года | Катар                                                      |
| 5 октября 2021 года  | Бахрейн                                                    |
| 5 октября 2021 года  | Палестина                                                  |
| 2 ноября 2021 года   | Азербайджан                                                |
| 2 ноября 2021 года   | Колумбия                                                   |
| 2 ноября 2021 года   | Коста-Рика                                                 |
| 18 января 2022 года  | Армения                                                    |
| 5 апреля 2022 года   | Молдавия (работает только с тремя главными банками страны) |
| 18 июля 2023 года    | Марокко                                                    |
| 21 июля 2023 года    | Вьетнам                                                    |

С 4 октября 2016 года по март 2022 года Apple Pay был доступен в России, но в связи с вторжением на Украину и международными санкциями прекратил работу в этой стране. С 10 по 24 марта 2022 года, после ухода из России платёжных систем VISA и MasterCard, сохранялась возможность использования сервиса для оплаты картами платежной системы «МИР».
В других странах сервис может работать при условии, что используется карта той страны и банка, которые уже поддерживаются.